# Massacre de Castel Volturno
Le massacre de Castel Volturno (en italien : Strage di Castel Volturno ou Strage di San Gennaro) est le nom attribué par la presse italienne à une fusillade de masse perpétrée par le clan des Casalesi, le18 septembre 2008.
Le massacre, ayant eu lieu devant un atelier de tailleur du nom de Ob Ob Exotic Fashion, sur la via Domitiana, résulte d'un conflit entre la Camorra autochtone et des immigrants africains trafiquants de drogue.

## Les faits
Lors de cette tuerie, Antonio Celiento, propriétaire d'une arcade près de Baïes, et six Africains sont assassinés,. Il s'agit des Togolais Samuel Kwaku et Alaj Ababa, des Ghanéens Francis Antwi, Eric Affum Yeboah ainsi que des Libériens Alex Geemes et Cristopher Adams. Grâce à Joseph Ayimbora, le seul survivant, faisant semblant d'être mort au moment de l'acte, il a été possible de démasquer les meurtriers,.
Au lendemain de cette série d'assassinats, la communauté immigrée de Castel Volturno déclenche de violentes protestations. Aussi, le ministère de l'Intérieur et le ministère de la Défense prennent des mesures pour lutter contre le crime organisé et l'immigration illégale à Caserte,,.
Les auteurs de ces assassinats sont nommés ainsi qu'il suit :  Alfonso Cesarano, Alessandro Cirillo et Oreste Spagnuolo. Trois autres personnes (Francesco Cirillo, Emilio Di Caterino et Giovanni Letizia), sont soupçonnées d'y être impliquées. Giuseppe Setola (en), affilié au Clan des Casalesi, est le présumé ordonnateur de ces meurtres,.

## Arrestations
Le 22 septembre 2008, la police arrête d'abord Alfonso Cesarano, un tueur à gages des Casalesi dans la maison de ses parents à Baia Verde où il était assigné à résidence pour trafic de drogue, à côté de l'arcade où la première victime, Celiento, avait été tuée.
Le gouvernement italien déploie par la suite 400 soldats dans la région napolitaine pour lutter contre la Camorra à travers une vaste opération baptisée anti-Camorra menée par les Carabinieri,. Cette opération conduit au démantèlement du clan des Casalesi avec l'arrestation de 107 personnes dont des membres influents de la faction présents sur la liste des fugitifs les plus recherchés en Italie.
Parmi les personnes arrêtées, on retrouve Alessandro Cirillo et Oreste Spagnuolo, les principaux coordonnateurs de l'attaque. Le 14 janvier 2009, Setola est finalement arrêté à Mignano Monte Lungo après une semaine de cavale. À cette époque, il est classé dans la liste des 30 fugitifs les plus dangereux d'Italie et il est condamné à la réclusion à perpétuité par contumace après avoir été reconnu coupable d'être l'ordonnateur de plusieurs meurtres et massacres dont celui de Castel Volturno.

## Condamnations
En 2011, le tribunal de Santa Maria Capua Vetere (Caserta) prononce la réclusion à perpétuité pour Giuseppe Setola, Davide Granato, Alessandro Cirillo, Giovanni Letizia. Antonio Alluce est en revanche condamné à 23 ans d'emprisonnement. Lors des procès, la Cour a considéré des circonstances aggravantes telles que la haine raciale et des objectifs terroristes[réf. nécessaire].

## Postérité
En 2010, le documentariste et premier réalisateur Guido Lombardi a tourné Là-bas - Educazione criminale, sur un jeune Africain résidant à Castel Volturno qui est pris entre le travail honnête et l'entrée dans le monde du trafic de drogue, jusqu'à l'épilogue du massacre de San Gennaro. Le film a été présenté à la 26e Semaine de la critique lors de la 68e Mostra de Venise.
L'épisode 4 de la première saison de la série télévisée Gomorra de Roberto saviano, intitulé African Blood, met en scène un massacre de Nigérians, probablement inspiré par cet épisode d'actualité.
Le procès de ce massacre a été retransmis en 2012 par l'émission populaire Un giorno in pretura, diffusée sur Rai 3.